# Петросавия
Петроса́вия (лат. Petrosavia) — род растений семейства Петросавиевые (Petrosaviaceae), включает в себя три вида нефотосинтезирующих микотрофных растений, обитающих в Восточной Азии.

## Виды
- Petrosavia sakuraii J.J.Sm. ex Steenis [syn.  Petrosavia miyoshia-sakuraii Makino]
- Petrosavia sinii K.Krause
- Petrosavia stellaris Becc.